# Begräbnisgemeinschaft
Die Begräbnisgemeinschaft ist eine Grabart, bei der sich mehrere Nutzungsberechtigte das Nutzungsrecht an einer Grabstelle teilen. Eine Begräbnisgemeinschaft ermöglicht es, die Hinterbliebenen mittels eines Treuhandvertrages von der Grabpflege zu entlasten. Diese Treuhandstelle organisiert die würdevolle Grabpflege über die gesamte, gesetzlich vorgeschriebene Ruhedauer. Teilweise sind auch der Grabstein und die Gebühren vom Treuhandvertrag erfasst. Treuhandverträge werden für die langfristige Bindung mit einer Friedhofsgärtner-Genossenschaft oder einer Treuhandstelle abgeschlossen.

## Ausgestaltungen
Im Gegensatz zur anonymen Bestattung des Toten besteht bei der Begräbnisgemeinschaft ein individueller Grabplatz. Dessen Grabpflege wird von einer Treuhandstelle organisiert, sodass über die gesamte Liegezeit eine pietätvolle Pflege und eine würdevolle Ausgestaltung des Grabplatzes erreicht wird. Die Hinterbliebenen sind so vom eigenen Aufwand befreit, beispielsweise wenn sie ortsfern wohnen. Diese Treuhandstelle schließt mit den Bestattungspflichtigen einen Treuhandvertrag und bindet ihrerseits langfristig eine Friedhofsgärtner-Genossenschaft oder eine andere geeignete Institution für die würdevolle Grabpflege über die gesamte, gesetzlich vorgeschriebene Ruhedauer. Teilweise sind auch der Grabstein und die Friedhofsgebühren vom Treuhandvertrag erfasst. Die Ausgestaltungsform einer Begräbnisgemeinschaft ist meist die einer Urnengemeinschaftsanlage, die jedoch eine Kremierung voraussetzt. Die Übertragung der Grabpflege an eine Treuhandstelle verringert das bestehende Risiko bei der Pflegeübertragung an einen einzelnen Gärtnereibetrieb.
Bei der traditionellen Bestattung in Sarg oder Urne wird ein individueller Grabplatz mit Grabmal und Gestaltungsmöglichkeiten von der Friedhofsverwaltung bereitgestellt und die Angehörigen sind verpflichtet, entsprechend der Friedhofssatzung „eine „würdevolle“ Form des Grabes“ über mehrere Jahrzehnte aufrechtzuerhalten. Der Trend der Friedhofskultur löst allerdings diese Langzeitbindung langsam, die in Südeuropa noch ungebrochen und in Süddeutschland noch weit verbreitet ist.

## Beweggründe

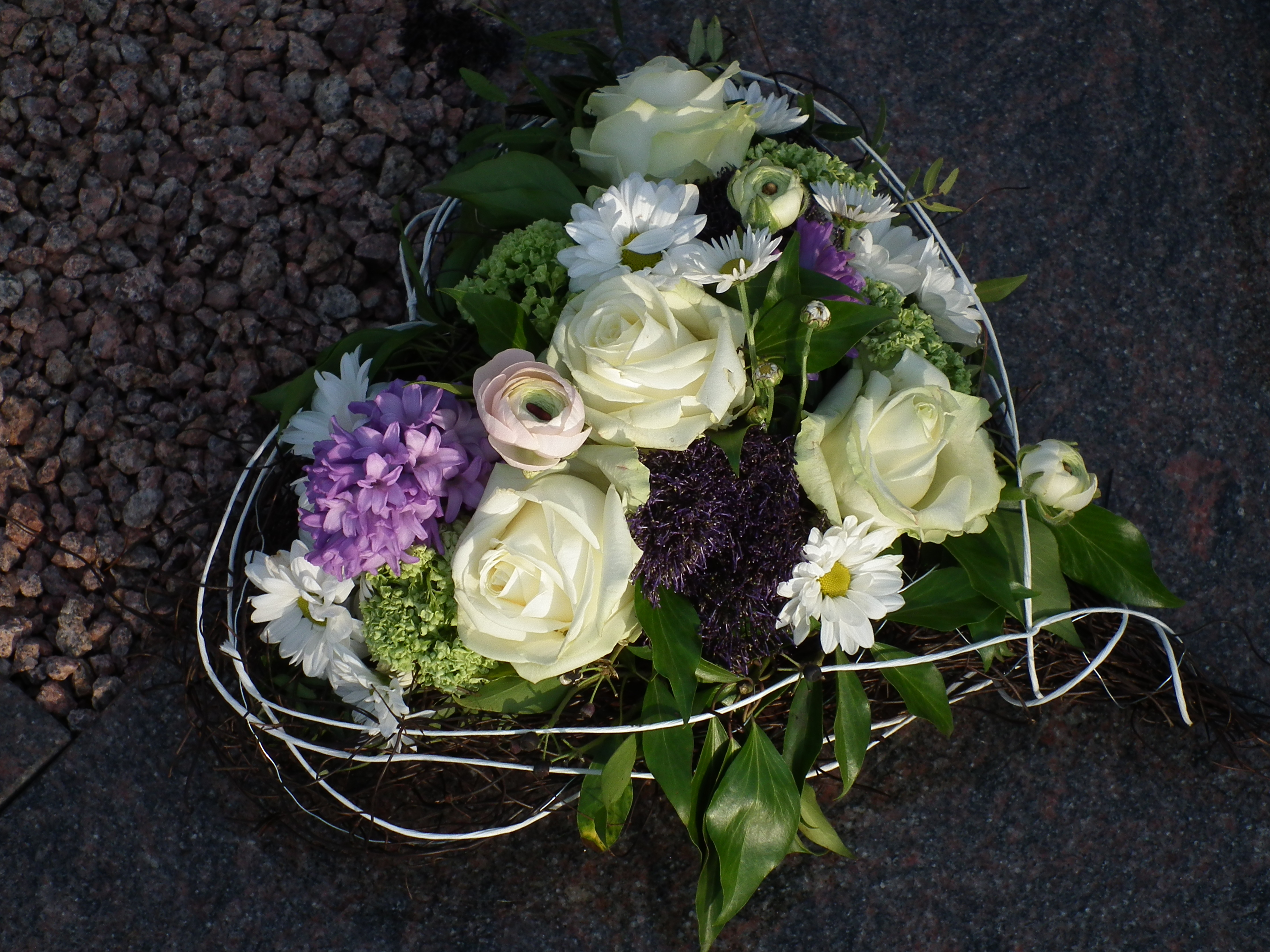
Schmuck auf einem Grab in Herzform

- Mit einer Begräbnisgemeinschaft erhalten die Angehörigen eine herkömmliche Grabstelle zur Trauerbewältigung.
- Auf treuhänderisch verwalteten Grabgemeinschaften darf persönlicher Blumenschmuck niedergelegt werden, was auf Rasengrabstätten wegen der Anonymität und da Blumenschmuck die Pflegearbeiten behindert, nicht gestattet ist.
- Hinterbliebene sind durch die Friedhofsordnungen zur Pflege der Grabstätten verpflichtet, die bei dieser Gemeinschaftsform von ortsansässigen Fachbetrieben ausgeführt wird.
- Die Grabgemeinschaft wird planmäßig angelegt, bevor Bestattungen stattfinden. Damit haben die Hinterbliebenen bereits eine vorgefertigte Grabstelle.
- Bestattungen auf Gemeinschaftsflächen sind nicht anonym und unpersönlich, jeder Beigesetzte wird namentlich auf einem Grabmal erwähnt. Die Hinterbliebenen haben einen benannten Platz für Trauerarbeit.

## Kosten
Die Kosten einer Begräbnisgemeinschaft sind über den gesamten Nutzungszeitraum festgelegt und der Nutzer ist planungssicher und kann Preise vergleichen. Der Aufwand für Treuhandgemeinschaften sollte einschließlich Pflege und Grabmal geringer als bei einer herkömmlichen Grabstelle sein. Durch die treuhänderische Verwaltung über die gesamte Liegezeit ist eine „würdevolle“ Grabstelle risikoärmer als bei der Bindung an einen einzelnen Gärtner, der konkurrierenden Wirtschaftseinflüssen unterliegt.

## Begräbnisgemeinschaften in Deutschland
Der Begriff „Ruhegemeinschaft“ ist in Deutschland markenrechtlich geschützt.

### Baden-Württemberg
- Hauptfriedhof Ulm unter anderem als Urnengemeinschaftsgrabanlage

### Berlin
Auf den hier genannten Berliner Friedhöfen bestehen Flächen für Beisetzungen in gestalteten Urnen-Gemeinschaftsgrabstellen, bei denen die Grabpflegeverträge treuhänderisch verwaltet werden:
- Friedhof Adlershof (Friedlander Straße) die Anlage eines gestalteten Gemeinschaftsgrabes für Erdbeisetzungen ist auf diesem Friedhof durch die Friedhofsverwaltung genehmigt worden
- Friedhof Baumschulenweg (Krematorium Baumschulenweg)
- Friedhof Britz (Koppelweg)
- Friedhof Grunewald (Bornstädter Straße)
- Friedhof Heerstraße (Waldfriedhof Charlottenburg)
- Friedhof In den Kisseln (Spandau, Pionierstraße) hier auch als Partnergrab und Familiengrab; hier existiert auch ein Memoriam-Garten
- Friedhof Lankwitz (Lange Straße) hier auch als Partnergrab und gestaltetes Gemeinschaftsgrab für Erdbeisetzungen
- Friedhof Lichterfelde (Moltkestraße)
- Friedhof Pankow III (Am Bürgerpark) hier auch als „Öko-Bestattung“ in biologisch abbaubarer Urne und als Partnergrab
- Friedhof Pankow XV (Weißensee, Roelckestraße)
- Friedhof Ruhleben (Krematorium Am Hain) hier existiert auch ein Memoriam-Garten
- Friedhof Schöneberg II  (Eythstraße) hier auch als Partnergrab und gestaltetes Gemeinschaftsgrab für Erdbeisetzungen
- Friedhof Schöneberg III (Stubenrauchstraße)
- Friedhof Steglitz (Bergstraße) hier existiert auch ein Memoriam-Garten
- Friedhof Wilmersdorf (Krematorium Wilmersdorf, Berliner Straße)
- Friedhof Zehlendorf (Onkel-Tom-Straße) hier auch als Partnergrab; hier existiert auch ein Memoriam-Garten
- Heidefriedhof Mariendorf (Reißeckstraße) hier auch als Partnergrab und gestaltetes Gemeinschaftsgrab für Erdbeisetzungen
- Parkfriedhof Lichterfelde (Thuner Platz)
- Parkfriedhof Neukölln (Buckower Damm und Leonberger Ring)
- Urnenfriedhof Seestraße
- Waldfriedhof Dahlem (Hüttenweg)
- Waldfriedhof Oberschöneweide (An der Wuhlheide) die Anlage eines gestalteten Gemeinschaftsgrabes für Erdbeisetzungen ist auf diesem Friedhof durch die Friedhofsverwaltung ebenfalls genehmigt worden
- Waldfriedhof Zehlendorf (Potsdamer Chaussee) hier existiert auch ein Memoriam-Garten

Auf weiteren Friedhöfen bestehen sonstige Gemeinschaftsgrabstätten.

### Nordrhein-Westfalen
- Duisburg Parkfriedhof Duisburg-Hochheide als Urnengemeinschaft

### Niedersachsen
- Achim/Weser als Partnergrab, Erdreihengrab und Urnengemeinschaft.
- Celle als Urnengemeinschaft
- Langenhagen als Kombination aus Urnenplätzen und Erdreihengrabstätten sowie Partnergräbern
- Stolzenau als Urnenreihengrab mit einer und zwei Grabstellen
- Wennigsen als Urnengemeinschaft
- Nienburg/Weser als Baumesruh als Wahl- und Reihengrab
- Braunschweig als Partnergrab
- Meinerdingen als Urnengemeinschaft

### Sachsen-Anhalt
- Magdeburg als Partnergrab und Urnengemeinschaft[2][3]